# Yana Kudryavtseva
Yana Alexeyevna Kudryavtseva, em russo: Яна Кудрявцева (Moscou, 30 de setembro de 1997), é uma ex-ginasta russa que competia em provas de ginástica rítmica. Tricampeã mundial e campeã do Campeonato Europeu de Ginástica Rítmica de 2014 no concurso geral. É a ginasta mais nova a ter ganhado o título de campeã mundial de ginástica rítmica, aos 15 anos de idade. Em 2015, tornou-se a ginasta mais nova a conquistar três títulos mundiais de forma consecutiva (Kiev 2013, Izmir 2014, Stuttgart 2015). Neste mesmo ano quebrou o seu próprio recorde somando 76.100 pontos no individual geral dos primeiros Jogos Europeus de 2015, sendo a mais alta pontuação do ciclo olímpico 2013-2016. Em 2016, alcançou nos Jogos Olímpicos de Verão de 2016 a medalha de prata na competição individual geral feminina com uma pontuação final de 75.608, após derrubar um dos aparelhos durante as finais, ficando surpreendentemente atrás da compatriota Margarita Mamun, visto que era a principal favorita a ganhar a medalha de ouro.

## Biografia
Yana Kudryavtseva é filha de Aleksey Kudryavtsev, nadador medalhista de ouro nas Jogos Olímpicos de Verão de 1992 na prova de 4 X 200m livres. A sua mãe Viktoriia Kharitonova a apelidou de "Anjo com asas de ferro", ao comentar: "assemelhando-se a uma bailarina numa caixa de jóias enquanto ela se apresenta, mas isso requer tempo, esforço, uma constituição inquebrável e vontade".
Kudryavtseva possuía uma rotina de treinamentos de em média 6 horas por dia, seis vezes por semana.

## Carreira
A estreia de Kudryavtseva em competições internacionais na categoria adulta se deu no Grand Prix de Moscou de 2013.
No Grand Prix de Ginástica Rítmica de Holon em 2013 ganhou a primeira prova de individual geral. O seu primeiro campeonato mundial foi em Kiev 2013, o qual sagrou-se como a campeã mais nova da história da ginástica rítmica.

### 2015-2016: lesão, recuperação e primeira olimpíada
Em 2015, Yana sofreu lesão em um dos pés durante o Campeonato Mundial de Ginástica Rítmica de 2015 em Stuttgart na Alemanha, ficando afastada de algumas competições do ciclo internacional no mesmo ano. A sua recuperação foi complicada, passou a sofrer com muitas dores e dificuldades durante os treinamentos, mesmo assim conseguiu manter altos níveis de rendimento, garantindo a sua vaga para participar dos Jogos Olímpicos de Verão do Rio de Janeiro de 2016 no Brasil.
Devido a lesão a sua participação ficou em dúvida, sendo assim a Seleção Russa de Ginástica Rítmica Feminina levou ao Jogos Olímpicos Rio 2016, a ginasta Alexandra Soldatova como "reserva", caso Kudryavtseva não tivesse condições em competir.
Durante as finais, Kudryavtseva levou apresentações impecáveis no arco e na bola, com pontuações que a deixariam, com folga, em primeira colocação. Porém ao final da apresentação com as maças, ela derrubou uma delas ao chão, fazendo uma pontuação abaixo do esperado. Manteve a pontuação alta no aparelho fita, que apresentará em seguida, entretanto não foi o suficiente para recuperar a primeira colocação, terminando a competição em segundo lugar com a medalha de prata no Individual geral do Rio 2016, logo atrás da compatriota Margarita Mamun, que ganhou a medalha de ouro.
Muitos fãs atribuíram a sua "derrota" da medalha de ouro à lesão, entretanto em uma entrevista em 2016, a própria Yana afirmou que a queda da maças foi uma falha técnica e não teve a ver com o problema em seu pé.

## Saída da ginástica
Ainda em 2016, logo após os Jogos Olímpicos Rio 2016, a ginasta anunciou oficialmente a sua aposentadoria da ginástica rítmica, para conseguir tratar corretamente o pé.